# Округ Вајоминг (Пенсилванија)
Округ Вајоминг (енгл. Wyoming County) је округ у америчкој савезној држави Пенсилванија.

## Демографија
По попису из 2010. године број становника је 28.276, што је 196 (0,7%) становника више него 2000. године.
| Група             | 2000.          | 2010.          |
| Белци             | 27.473 (97,8%) | 27.270 (96,4%) |
| Афроамериканци    | 149 (0,5%)     | 208 (0,7%)     |
| Азијати           | 77 (0,3%)      | 95 (0,3%)      |
| Хиспаноамериканци | 187 (0,7%)     | 437 (1,5%)     |
| Укупно            | 28.080         | 28.276         |